# Julien Jabre
Julien Jabre (1976) is een Frans houseproducer van Libanese afkomst. Hij werd het meest bekend met zijn hit Swimming places uit 2005. Daarnaast vervult hij ook een belangrijke rol achter de schermen als producer voor anderen waaronder Madonna.

## Biografie
Jabre komt voor het eerst in beeld als hij als Jamal het nummer La Seconde Marque maakt voor de compilatie Blake & Mortimer - The French Touch, een house-hommage aan de striphelden Blake & Mortimer. Hij vormt met DJ Deep ook de kort bestaande formatie The Deep, die in de periode 1997-1998 een handvol singles uitbrengt. Daarna brengt hij onder zijn eigen naam enkele ep's uit waaronder de The Jungle EP (1998), de Ruff Ol' EP (1999) en de Time EP (1999) en mixt hij enkele tracks voor het album Puzzle van Chateau Flight. Vanaf 1997 werkt hij ook geregeld samen met landgenoot DJ Gregory. Ze maken singles onder de namen Soha en Fantom en zijn ook betrokken bij de productie van het album In The Light van Shazz. Beide zijn ook onderdeel van het Africanism-project van Bob Sinclar, waarvoor ze tracks produceren.
In 2005 wordt het nummer Swimming Places een hit. Het blijft een eenmalig solosucces. De jaren daarna produceert hij weer de nodige singles. Met zijn vaste kompaan DJ Gregory brengt hij in 2009 de verzamel-cd House Masters uit, waarop de belangrijkste platen van beide staan verzameld. In 2011 produceert hij ook mee aan het succesalbum Smash van Martin Solveig. Met Solveig produceert hij ook het nummer I Don't Give A op het MDNA-album van Madonna, waarop ook Nicki Minaj meedoet. Na een tijd van stilte laat hij in 2019 weer van zich horen met de tracks Samana en Cavalcade en met de mixcompilatie Ibossim Selection.

## Discografie

### Compilaties
- Julien Jabre – The Disco-Tech Of... (2002)
- DJ Gregory & Julien Jabre – House Masters (2009)
- Ibossim Selection (2019)

| Single met hitnotering(en) in de Vlaamse Ultratop 50 | Datum van verschijnen | Datum van binnenkomst | Hoogste positie | Aantal weken | Opmerkingen |
| ---------------------------------------------------- | --------------------- | --------------------- | --------------- | ------------ | ----------- |
| Swimming places                                      | 2005                  | 09-07-2005            | 5               | 7            |             |